# Golfe du Biafra
Pour les articles homonymes, voir Biafra (homonymie).
Le golfe du Biafra, baie du Biafra ou golfe de Bonny est un golfe de l'océan Atlantique qui se situe en Afrique occidentale, à l'angle nord-est du golfe de Guinée, aux limites du Nigeria (au nord) et du Cameroun, de la Guinée équatoriale et du Gabon (à l'est).

## Géographie

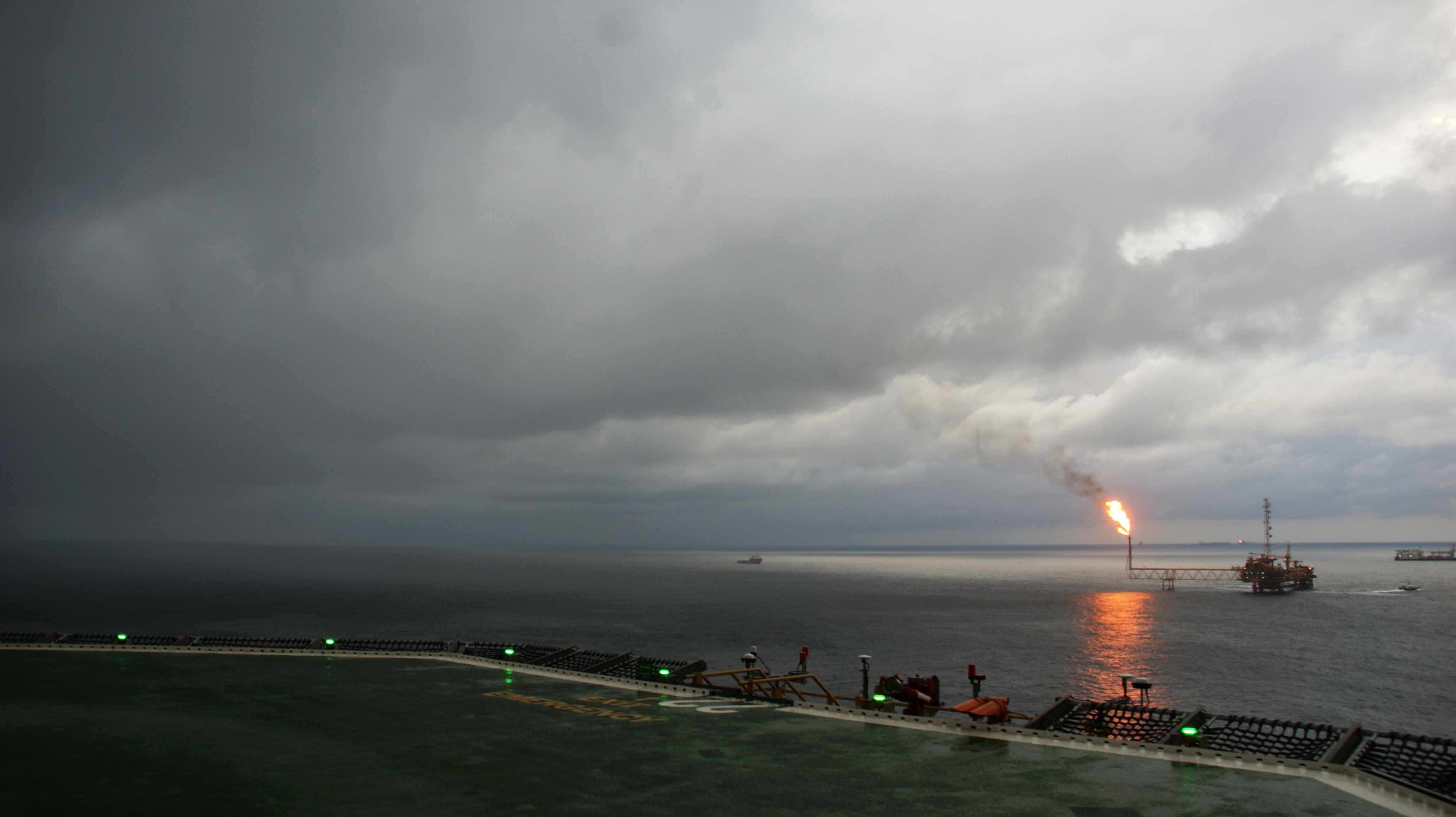
Tempête s'approchant d'une plate-forme pétrolière dans la baie.

L'île de Bioko, appartenant à la Guinée équatoriale, est la plus importante de ce golfe, les autres étant Principe et São Tomé qui forment l'État de Sao Tomé-et-Principe. Ces îles, avec celle d'Annobón (en Guinée équatoriale) et avec le mont Cameroun, le mont Manengouba et les monts Mandara sur le continent, constituent une chaîne de volcans appelée « ligne du Cameroun ». Elle passe au milieu du golfe selon une orientation sud-sud-ouest - nord-nord-est.

## Histoire
La république du Biafra, État sécessionniste du Nigeria ayant existé de 1967 à 1970, tire son nom de ce golfe, ce qui a incité les autorités nigérianes à le rebaptiser en « golfe de Bonny » en 1972.